# Bażantarnia w Sochach
Bażantarnia w Sochach – pierwsza w Galicji hodowla bażantów, założona ok. 1912 r. przez księcia Jerzego Lubomirskiego, ordynata majątku w Charzewicach, na skraju wsi  Sochy, położonej nad Sanem.

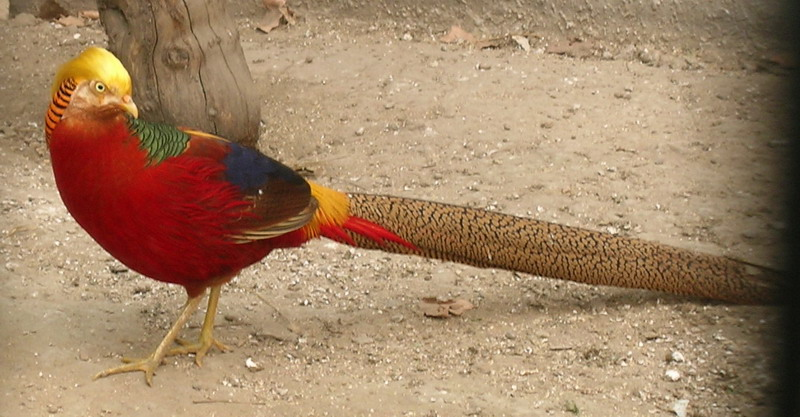
Bażant złocisty – kogut （Chrysolophus pictus)

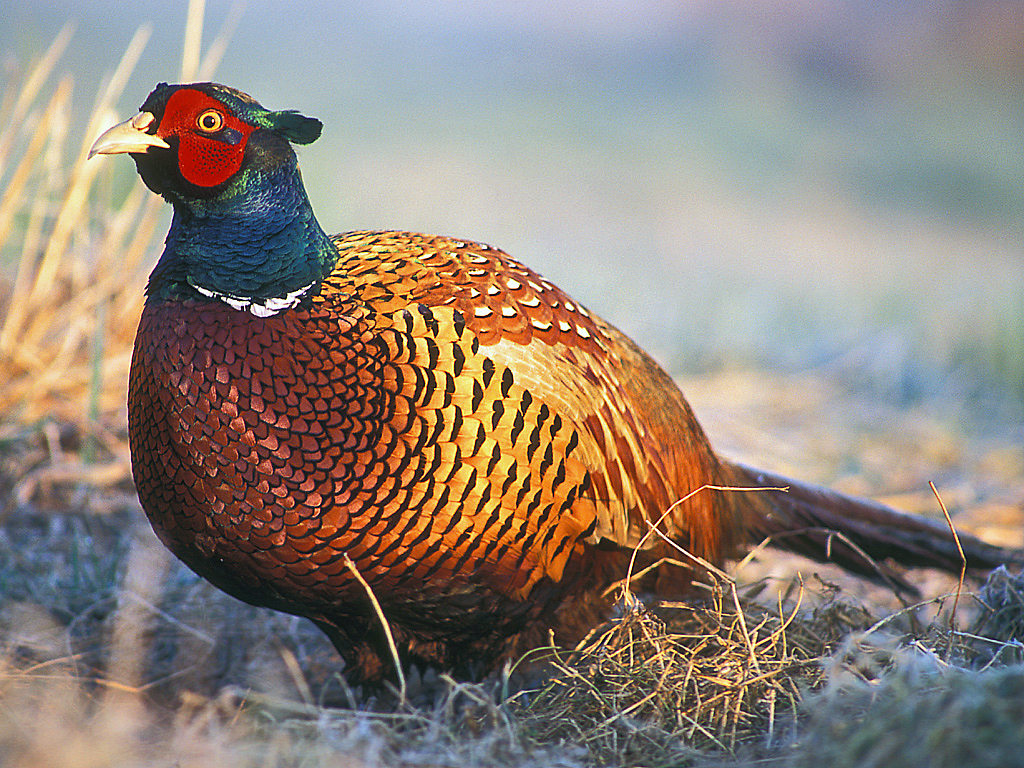
Bażant zwyczajny – kogut (Phasianus colchicus)

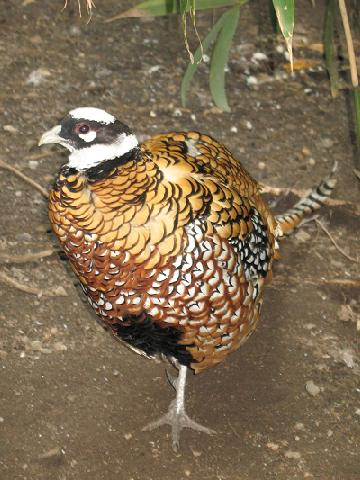
Bażant królewski (srebrzysty) – kogut (Syrmaticus reevesii)

## Historia i hodowla
Charzewice, od pierwszej połowy XVIII wieku do wybuchu II wojny światowej były majątkiem i siedzibą rodową książąt Lubomirskich linii rzeszowsko-rozwadowskiej. Jerzy Lubomirski, zapalony myśliwy, jeszcze przed wybuchem pierwszej wojny światowej na skraju należącej do majątku, wioski  Sochy założył hodowlę bażantów.
We wschodniej części niewielkiego lasu liściastego – resztek puszczy sandomierskiej, polecił wyznaczyć odpowiednio duży teren. Obszar ogrodzono metalową siatką i wytyczono przesieki. Obok  wybudowano wylęgarnię. Na tak przygotowany teren, wprowadzono bażanta zwyczajnego. W latach 1914 i 1915, działania wojenne I wojny zniszczyły jednak dobrze zapowiadającą się hodowlę.
Po I wojnie światowej, w 1934 roku, wznowiono hodowlę bażantów. Przygotowano ponownie teren i wybudowano nową wylęgarnię dla ptactwa. Sprowadzano wówczas kilka gatunków bażantów, m.in. bażanta królewskiego, zwyczajnego czy złocistego, jednak najlepiej w warunkach hodowli zaadaptował  się wówczas, tylko bażant królewski. Jaja bażancie sprowadzano z różnych hodowli w Europie i Polsce, z hodowli na Mazurach m.in. z Białegostoku i Pomorzu gdzie bażanty pojawiły się w pierwszej połowie XIX wieku, i podkładano je pod kwoki w celu wylęgu, po odchowaniu wypuszczano na terenie hodowli.
W celu zapewnienia lepszego dozoru i opieki nad bażantarnią, książę wybudował leśniczówkę, a obowiązki nad bażantarnią powierzył dwóm gajowym. Bażanty były odpowiednio dokarmiane, hodowla rozwijała się pomyślnie. Większe polowania na bażanty odbywały się raz w roku w okolicach świąt Bożego Narodzenia, na które książę Lubomirski, zapraszał gości i które słynne były nie tylko w okolicy, ale także i w Polsce.
W 1937 utworzono też na tym terenie ok. 15 hektarowy rezerwat przyrody.
Bażantarnia przetrwała do 1942 roku. Zniszczeń i dewastacji dokonali w niej hitlerowscy żołnierze, oraz oddział lotników węgierskich, stacjonujący na zamku Lubomirskich w Charzewicach. Ptactwo, strzelane i pozbawione  koniecznego dozoru i opieki, rozproszyło się po okolicy i w znacznej części wyginęło. Ocalałe ptaki wegetowały w lesie i zaroślach w stanie dzikim, nikt już się nimi nie zajmował.
Jednak do dziś, dużo dzikich bażantów zwyczajnych zamieszkuje topolowy zagajnik w Sochach i zarośla, na stosunkowo dużym terenie, po obu stronach Sanu.